# الژبیتا پورتس
الژبیتا پورتس (انگلیسی: Elżbieta Porzec; ۲۷ ژانویهٔ ۱۹۴۵ – ۷ ژوئن ۲۰۱۹) بازیکن والیبال اهل لهستان بود.